# Baureihe 127
De Baureihe 127 van het type ES 64P, EuroSprinter is een prototype elektrisch universeel locomotief bestemd voor het personenvervoer en voor het goederenvervoer van de Duitse spoorwegmaatschappij Deutsche Bundesbahn (DB).

## Geschiedenis
In de jaren 1990 gaf de Deutsche Bundesbahn aan de industrie opdracht voor de ontwikkeling van nieuwe locomotieven ter vervanging van oudere locomotieven van het type 103, 151, 111, 181.2 en 120. Hierop presenteerde Krauss-Maffei in München-Allach in 1992 het prototype EuroSprinter. Uit dit prototype ontstond een groot aantal varianten.

## Constructie en techniek
De locomotief heeft een stalen frame. De tractie-installatie is uitgerust met een draaistroom en heeft driefasige asynchrone motoren in de draaistellen. Iedere motor drijft een as aan.